# داموس کانورسوروم

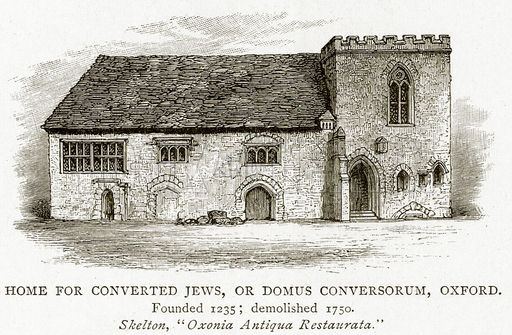
داموس کانورسوروم یا خانه یهودیان مسلمان شده

داموس کانورسوروم (به لاتین: Domus Conversorum) به معنی خانه تغییر، بنیادی در لندن برای یهودیان مسیحی شدهٔ انگلستان بود. این بنیاد اقدام به ارائه خانه‌های گروهی با اجاره کم به اعضایش می‌کرد زیرا آنان پس از مسیحی‌شدن، از کلیه دارائی‌های خود محروم شده بودند.
این مکان در سال ۱۲۵۳ میلادی به دست هنری سوم پادشاه انگلستان ایجاد شد. پس از اخراج یهودیان انگلستان در سال ۱۲۹۰ میلادی به دست ادوارد یکم، این بنیاد تبدیل به تنها راه ماندن یهودیان در انگلستان شد.